# 떠다니는 작업실에서 그림 그리는 모네
《떠다니는 작업실에서 그림 그리는 모네》(프랑스어: Claude Monet peignant dans son atelier, 영어: Claude Monet Painting in his Studio) 또는 《배를 탄 모네》(프랑스어: Monet sur son bateau, 영어: Monet in his Boat)는 프랑스의 인상주의 화가 에두아르 마네가 1874년에 캔버스에 그린 유화이다. 이 그림은 그의 친구 클로드 모네가 아내와 함께 아르장퇴유의 자신의 '스튜디오 보트'에서 그림을 그리는 모습을 묘사했다. 그림 속 보트는 모네가 1871년 또는 1872년경에 구입한 오래된 배였으며, 모네는 샤를프랑수아 도비니가 보탱(Bottin)이라는 스튜디오 보트에서 작업을 했던 것에 영감을 받아 이 배에서 센 강의 빛을 관찰하며 야외 사생을 즐겼다. 《정원에 있는 모네 가족》과 《아르장퇴유》와 함께 이 작품은 마네가 모네와 함께 보낸 여름 동안 그린 여러 그림 중 하나이다. 이 작품은 현재 뮌헨의 노이에 피나코테크에 소장되어 있다.